# Naufragé

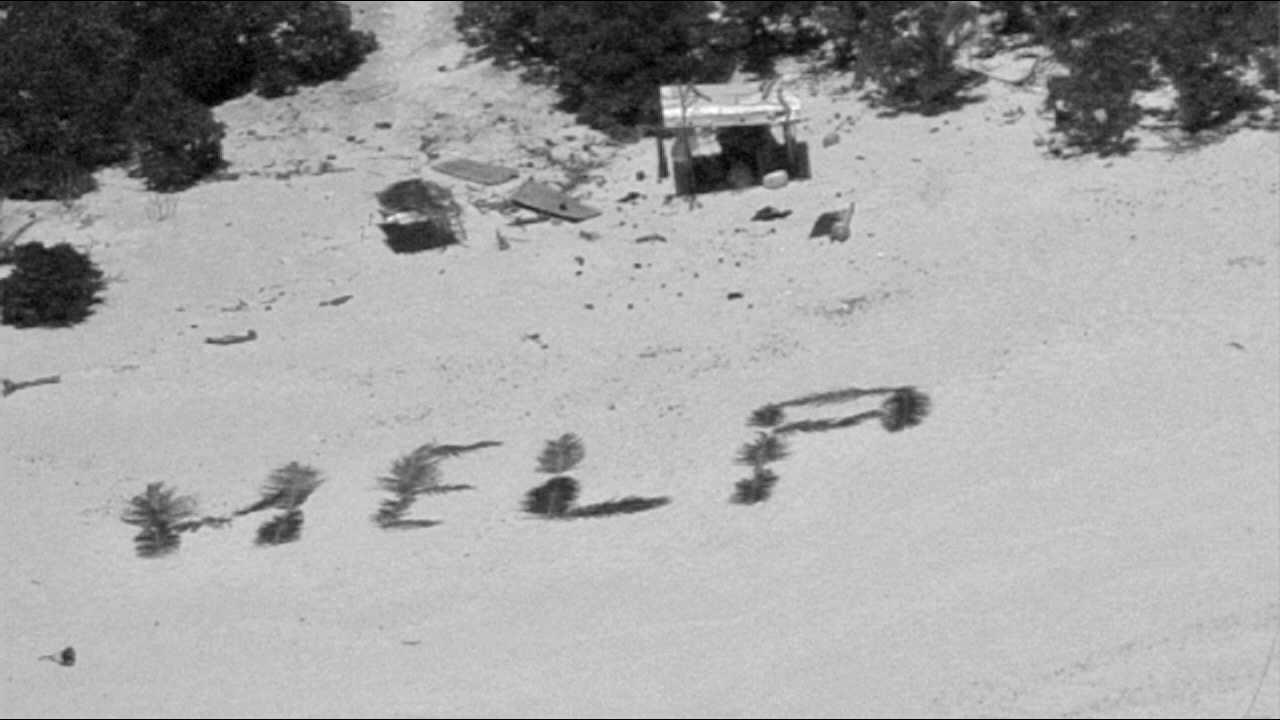
"A l'aide" écrit avec des feuilles de palmier sur la plage Pikelot.

Un naufragé est une personne victime d'un naufrage.

## Naufragés célèbres
- Paul de Tarse (Saint-Paul) fait naufrage à Malte au Ier siècle
- Alexandre Selkirk est un marin écossais, naufragé volontaire à la suite d'une discorde avec son capitaine sur l'île Mas-a-Tierra de l'archipel Juan Fernández. Il vécut 4 années et 4 mois complètement seul. Son histoire a servi d'inspiration à Daniel Defoe pour l'écriture de Robinson Crusoé.
- Alexandre Corréard, rescapé du naufrage de La Méduse.
- Millvina Dean, dernière survivante du naufrage du Titanic.
- Naufragés tongiens de l'île ʻAta, six adolescents qui survivent pendant 15 mois sur l'île tongienne de ʻAta dans l'océan Pacifique en 1965-66[2].

## Naufragés dans la culture populaire

### Littérature
Le plus célèbre roman narrant la vie d'un naufragé est l'œuvre de Daniel Defoe avec Robinson Crusoé écrit en 1719. L'histoire s'inspire librement de la vie d'Alexandre Selkirk. Johann David Wyss se base sur ce roman pour écrire Le Robinson suisse en 1812. Jules Verne utilise également le concept du naufragé dans plusieurs de ses romans comme L'Île mystérieuse.
- Le Lagon bleu est un roman de Henry De Vere Stacpoole.
- Sa Majesté des Mouches est un roman de l'auteur anglais William Golding écrit en 1954.
- L'Histoire de Pi est un roman écrit par Yann Martel.

### Cinéma
- 6 jours, 7 nuits est un film américain réalisé par Ivan Reitman, sorti en 1998,
- Seul au monde est un film de Robert Zemeckis sorti en 2000 dans lequel Tom Hanks incarne un naufragé qui survit sur son île pendant 4 ans.

### Télévision
- Lost : Les Disparus est une série américaine dont l'intrigue débute par un accident d'avion sur une île mystérieuse
- Survivor est une émission de télé-réalité où les candidats sont laissés seuls sur une île déserte. Une version française existe sous le nom de Koh-Lanta.

### Autre
- Les Sims 2 : Naufragés est un jeu vidéo.